# Basta Ya... Revolución
Basta Ya... Revolución es el segundo álbum del cantante puertorriqueño Roy Brown. El álbum fue lanzado bajo el sello Disco Libre en 1971.

## Lista de canciones
Todas las canciones escritas por Roy Brown
1. "Antonia murió de un balazo
2. "Pa'l viejo y que adivine
3. "Negrito bonito
4. "Lamento nuyorquino
5. "Falsos constructores
6. "Al hombre nuevo (a la brigada de la zona minera)
7. "Soy puertorriqueño
8. "Vengan mis amigos
9. "Descarga n.º 51

## Importancia cultural
La canción "Antonia murió de un balazo" es acerca del asesinato de la estudiante Antonia Martínez a manos de un oficial de la policía durante las huelgas de 1970 en la Universidad de Puerto Rico.